# Rogyion Jakovlevics Malinovszkij
Rogyion Jakovlevics Malinovszkij (oroszul: Родион Яковлевич Малиновский, Odessza, 1898. november 23. – Moszkva, 1967. március 31.) orosz-szovjet katona, a Szovjetunió marsallja és védelmi minisztere.
Az első világháborúban az orosz cári hadseregben, a Francia Idegenlégióban is szolgált, majd végül 1919-ben a Vörös Hadsereg katonája lett. A Vezérkari Akadémia elvégzése után a spanyol polgárháborúban 1936-tól 1938-ig katonai tanácsadóként vett részt.
A második világháború egyik legismertebb szovjet parancsnoka, több nevezetes csata résztvevője és a sorsfordító sztálingrádi csata egyik kiemelkedő katonai vezetője. Magyarország megszállásában a 2. Ukrán Front parancsnokaként tevékenyen részt vett. 1944 második felétől sikerrel vívta meg a debreceni csatát és Budapest ostromának irányítója volt. Csapataival elfoglalta Csehszlovákia, Ausztria jelentős részét és a német kapituláció Németországban érte. A harcot Ázsiában a Bajkálontúli Front győztes parancsnokaként fejezte be.
A második világháborúban szovjet katonai felső vezetőként vitathatatlanul kiemelkedő teljesítményt nyújtott és így hozzájárult a Harmadik Birodalom és Japán legyőzéséhez, de személyéhez köthető, hogy a Magyarországról úgynevezett „málenkij robot”-ra elhurcolt ártatlanok szenvedéseiért ő is felelős. A háború után a távol-keleti csapatok főparancsnoka, 1956–57-ben rövid ideig a hadügyminiszter első helyettese és a szárazföldi csapatok főparancsnoka volt.
1957–67 között, katonai pályafutásának csúcsaként, hadügyminiszter lett. A háború utáni hidegháború időszakában jelentős érdemeket szerzett a szovjet hadsereg fejlesztésében, és miniszterként részese volt a Szovjetunió katonai szuperhatalommá válásának.

## Fiatalsága

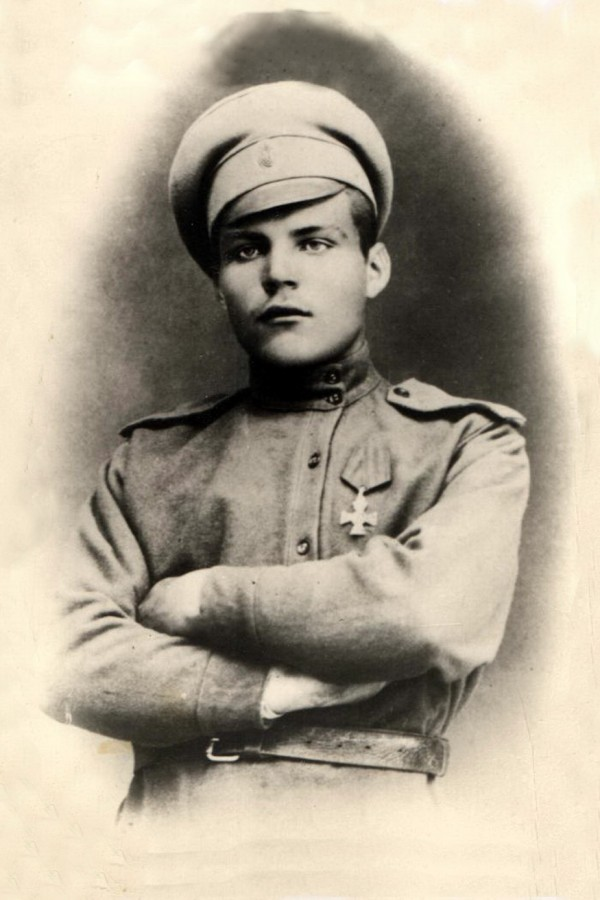
Malinovszkij fiatalon

Születését követően édesanyjával Odessza városából Ukrajna mezőgazdasággal foglalkozó vidékére költöztek. Édesapjáról nem sokat lehet tudni, valamint esetleges zsidó származásával kapcsolatban máig lezáratlan vita folyik. Nevelésében édesanyját nevelőapja, egy szegénysorban élő, ukrán paraszt segítette, aki azonban nem fogadta örökbe őt. A nagy szegénység miatt a családban mindennaposak voltak a veszekedések. Rogyiont az elemi iskola elvégzése után, 13 éves korában el is üldözték a családi házból, így otthontalanná vált. Ebben az időben, egy közelben lakó, bizonyos Jarosinszkij úr birtokán, az intéző mellett mindenesként alkalmi mezőgazdasági munkákat végzett. Felemelkedést jelentett számára, amikor 1913-ban visszatért szülővárosába, és nagynénje családjának védőszárnyai alatt egy odesszai boltban kifutófiúként dolgozhatott.
Az első világháború kitörésekor csak 15 éves volt és még nem katonakorú, de egy katonai vonatra titokban felkapaszkodva kijutott Vilniusba, a német frontra. Az ottani vezénylő parancsnokot ez a tette meggyőzte arról, hogy elég érett önkéntesnek, és jutalmul a frontvonalra osztotta be géppuskásnak. Ezzel elkezdődött katonai pályafutása. Kezdetben a 256. Jelizavetgrádi (ma: Kropivnickij, Ukrajna) gyalogezred géppuskás alegységében lőszeradagoló volt, majd irányzó feladatokat látott el. 1915-ben már a Szent György-kereszt IV. fokozatával tüntették ki, és előléptették őrvezetővé. A harcban soha nem kímélte magát, így a sebesülések sem kerülték el.
Kórházi ápolását követően, 1916-ban kalandos úton Franciaországba került, ahová az Orosz Expedíciós Csapatok tagjaként vezényelték, hogy segítsen az Antant nyugati hadszínterén. Itt hamarosan őrmester lett, azonban a bolsevik forradalom kitörése után az orosz expedíciós csapatoknál is zavargások törtek ki, ezért feloszlatták az orosz egységeket. Malinovszkij kórházi kezelése miatt kimaradt a zendülésből és más választási lehetősége nem lévén, az orosz katonák jelentős részével együtt tovább harcolt a németek ellen, már az Idegenlégió zászlaja alatt. A harcok során újabb súlyos sebesülést szerzett a bal lábán, de a harctéren tanúsított bátorságáért a francia „croix de guerre” (hadikereszt) kitüntetést érdemelte ki.
Oroszországba a háború befejezését követően, 1919-ben tért vissza, majd csatlakozott a Munkás-paraszt Vörös Hadsereghez. Februárban megbetegedett, tífuszos lett és hosszú időre kórházi kezelésre szorult. Felépülését követően harcolt Kolcsak admirális egységei ellen Omszknál és Novoszibirszknél. Részt vett a hírhedt Ungern báró fehér anarchista csapatainak felszámolásában és itt kapta meg első igazi parancsnoki beosztását egy nyolc géppuskából álló osztag parancsnokaként.

## A két világháború között
Vöröskatonaként Szibériában alapozta meg jövőjét, és egészen korán zászlóaljparancsnoki beosztásig jutott el. A párttagok egyre növekvő táborához 1926-ban csatlakozott, mivel tudta, hogy akkor már ez is kell a további előmenetelhez. Siker koronázta számításait, hiszen az ambiciózus fiatal tiszt 1927-ben a Frunze Katonai Akadémia hallgatója lett, és három évnyi tanulás után, már elméleti tudással felvértezetten tért vissza a csapatélethez.
A lovassághoz vezényelték, ahol az Észak-kaukázusi Katonai Körzet 10. lovashadosztály 67. lovasezred törzsfőnökeként szolgált. Itt beosztottja lett az ukrán származású, de Sztálin által nagyon is kedvelt Szemjon Konsztantyinovics Tyimosenkónak. A későbbi lengyel és finn területeket agresszorként csapataival leigázó marsall támogatása, a közös szolgálatban szerzett barátság, valamint a továbbra is meglévő ambíciói egyre magasabb beosztásba emelték a lovasságnál. A kapcsolatai később is nagy előnyt jelentettek számára, mert az akkori lovassági vezetők Bugyonnij és Tyimosenko parancsnokok, Sztálin támogatásának köszönhetően, különösen nagy befolyással rendelkeztek. Ebben az időben már a legkiválóbb szovjet törzstisztek közé tartozott, és egyre magasabb törzstiszti beosztásokat tölthetett be a ranglétrán. 1935-ben, miután újra bevezették a katonai rendfokozatokat, ezredes lett.

### A spanyol polgárháborúban
A spanyol polgárháború kitörését követően, 1936-ban önként jelentkezett, hogy harcolhasson spanyol kommunista elvtársaival együtt a Franco tábornokot támogatók ellen. Elöljárói egyetértésével tanácsadóként, a megalakuló népi hadsereg felállítása mellett, behatóan tanulmányozta az ellenfél harcászatát és hadműveleti eljárásait. Harc közben tapasztalhatta meg, hogy a jól felszerelt, Francót támogató erők miként alkalmazták a tüzérség és a légierő eszközeit. Külön figyelmet szentelt annak, hogy a gyalogság hogyan működhet hatékonyan együtt a tüzérséggel és a harckocsicsapatokkal. Számos katonai hadműveleti tevékenységben vett részt és másfél év után, 1938-ban tért vissza Moszkvába.
A polgárháborúban harcostársa a spanyol kommunista katonai vezető Francisco Ciutat de Miguel azt mondta róla: “Malino ezredes nem csak katonai bátorságból mutatott kitűnő példát, hanem arról is meggyőzött, miképp maradjunk emellett emberségesek. Hála neki ráébredtem arra, hogy nem elég, ha egy parancsnok elég okos, hanem helyén kell lennie a szívének is.”
Spanyolországi távolléte a katonai tapasztalatszerzésen túlmenően, lehet az életét is megmentette. Szerencséjére nem volt szem előtt és így elkerülte az 1937-től, Sztálin bizalmatlansága miatt, a Vörös Hadsereg tisztikarában végzett tisztogatásokat.
Ottani sikeres feladat-végrehajtását elöljárói Lenin-renddel és a Vörös Zászló érdemrenddel jutalmazták. Az elismerések mellett az a megtiszteltetés érte, hogy a Frunze Katonai Akadémiára nevezték ki vezető oktatónak. Az akadémia tanáraként, mint háborús tapasztalatokkal felvértezett mester oktathatta a hallgatóknak a csapatok harctevékenységének megszervezését és vezetését. A harcászati kérdések megvitatása közben a helységharc, a nagy vízi akadályok leküzdése terén és az uralkodó magaslatok védelmében szerzett jártasságát adta át, mely tudás nagy szolgálatot tett az általa képzett tiszteknek.
Később nagy jelentősége lett, és Malinovszkij hadászati képességeit igazolta az a felismerése, hogy az Ibériai-félszigeten lezajlott háborút korlátozott erőkkel és eszközökkel vívták meg. Ez azért volt fontos, mert a németek elleni hadműveletek során annak a híve volt, hogy csak jelentős páncélos és gépesített magasabbegységek önálló alkalmazásával lehet a nyugati hadászati irányban győzelmet elérni. Ezt a szovjet hadvezetés sokáig nem ismerte fel, és 1940-ig a harckocsiegységeket megosztva, elsősorban a lövészek (gyalogság) közvetlen támogató erőiként alkalmazta, hasonlóan a spanyol polgárháborúban követett harceljárásokhoz.

## Malinovszkij a második világháborúban

### A visszavonulás keserűsége és az azt követő felemelkedés
1941 elején a szovjet katonai és politikai vezetők számára is egyre nyilvánvalóbbá vált, hogy a Wehrmacht csapatok a Barbarossa hadművelet előkészítésén munkálkodnak, melynek lényege, hogy villámháborús elképzelések szerint rohanják le a Szovjetuniót. Malinovszkijt a katedra mellől, vezérőrnagyi kinevezéssel, szülőföldjére vezényelték. Az újonnan felállított Odesszai Katonai Kerületben a 48. Lövészhadtest parancsnoka lett, közel a román határhoz. A Szovjetunió elleni német támadás kezdeti szakaszában a Vörös Hadsereg minden gyengesége megmutatkozott, elképesztő veszteségeket szenvedtek, de Malinovszkij – a csapások ellenére – a kritikus pontokon helyt tudott állni.
Harcolt csapataival a Prut folyónál, Nyikolajev és Dnyepropetrovszk városai körüli csatákban és egyfajta különleges elismerést vívott ki maga iránt katonái körében. A veszélyes első vonalban, a katonái között is képes volt vezetni őket, szemben tábornok társai gyakorlatával, akik általában a front mögül irányították a csapataikat. A technikai és számbeli fölényben lévő ellenség elől azonban ő is hátrálni kényszerült a Fekete-tengerig. Ezekben a kezdeti harcokban alakult ki egy olyan parancsnoki réteg, amely meghatározó szerepet kapott a további, már sikeresebb hadműveletekben.

### A nagy fordulat

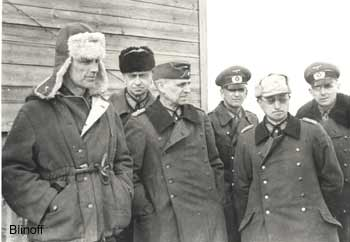
Paulus vezértábornagy és fogságba esett törzstisztjei

A 48. Lövészhadtest bázisán új magasabbegységet állítottak fel. Az újjászervezett 6. Hadsereg parancsnoki beosztását 1941. augusztus 25-én vette át.
1942 júliusától az Észak-kaukázusi Front Don operatív csoport parancsnoksága alatt harcolt, feladata Rosztov és a Kaukázusban található létfontosságú olajmezők felé előrenyomuló, többszörös túlerőben lévő német erőkkel szembeni védelmi vonalak tartása volt. Altábornagyi előléptetését azért kapta, mert meg tudta állítani csapataival a németek előretörését a doni térségben.
Miután visszavetette a német csapatok támadását, a továbbiakban már a 6. és a 12. Hadsereg közös hadműveletét irányította. Részt vett csapataival a Harkov környéki harcokban, ám a délnyugati front, Tyimosenko általános parancsnoksága alatt, óriási veszteséget szenvedett el. Túlértékelték az ott indított támadást, hiszen bár 100 km-re visszaszorították a németeket, nem tudták kihasználni a váratlan lehetőséget. A szovjet támadás eredménytelenségét mutatja, hogy 240 000 szovjet katona esett fogságba, és körülbelül 1000 harckocsijuk veszett oda, ezzel szemben a német csapatok csupán 20 000 főt vesztettek halottakban és sebesültekben. Ez volt az egyik legnagyobb szovjet kudarc a háború során.
Sztálin többnyire gyanakvó volt vele szemben, és időnként felmerült személyével kapcsolatban a megbízhatóság kérdése is, elsősorban vélt nemzetközi kapcsolatai miatt. Az első világháborús franciaországi tartózkodása nem volt számára jó ajánlólevél. Ő azonban a harctéren bizonyította Sztálinhoz és a szovjet néphez való hűségét, és így a doni hadművelet parancsnokaként továbbra is végezhette a feladatát.
A háború igazi fordulatának vált részesévé a sztálingrádi és a kurszki csata révén. A Sztálingrádnál körülzárt német és szövetséges erők felszabadítására indított német Wintergewitter – Téli vihar fedőnevű páncélostámadást az általa, mint a 2. Gárdahadsereg parancsnoka, vezetett egységek akadályozták meg. A hadműveletek eredményeképpen a Sztálingrádnál kelepcébe zárt német csapatoknak nem maradt további esélyük a kiszabadulásra. Hitler, még utolsó próbálkozásképpen az ellenállás fenntartására, vezértábornaggyá (németül: Generalfeldmarschall) léptette elő Paulus tábornokot. Ő ennek ellenére megadta magát, és így megakadályozta a további értelmetlen vérengzést. (→Sztálingrádi csata) Malinovszkijt előléptették és kitüntették a Szuvorov-renddel. Itt ismerkedett meg és létesített szoros kapcsolatot a később politikai karrierjét is egyengető Nyikita Szergejevics Hruscsovval, aki ekkor tagja volt a front katonai tanácsának.
A hadászati kezdeményezés a keleti fronton Kurszknál került véglegesen a Vörös Hadsereg kezébe, amit ettől kezdve a németeknek nem sikerült többé visszaszerezniük. A szovjet katona harcértéke – noha bátorsága korábban is kétségbevonhatatlan volt – ekkortól tekinthető azonosnak a német katonáéval. Katonai értelemben mind a szovjet tábornoki, mind a tisztikar általános színvonala ekkortól lett egyenrangú a némettel, melyet helyenként és időnként meg is tudott haladni. A Don környéki hadműveletek során kialakult a győzelem megvívásához szükséges szovjet marsalli kar vezető csoportja. Kurszknál és az azt követő belgorodi hadműveletben Zsukov és Vaszilevszkij mellett már vezető szerepet játszottak a háború következő szakaszának meghatározó egyéniségei: Konyev, Vatutyin, Rokosszovszkij, Tolbuhin és Malinovszkij. A sztálingrádi harcok során Malinovszkij parancsnok élő legendává vált.

### A szovjet villámháború
Nagy elégtételt jelentett Malinovszkij számára, hogy visszafoglalhatta szülővárosát, Odesszát. Győzelmének a róla készült odesszai emlékművek állítanak emléket. 1944 májusában, a 2. Ukrán Front parancsnokaként, a németek által még megszállt szovjet területek visszafoglalására indított hadműveletet, és a Tolbuhin hadseregtábornok (későbbi marsall) által parancsnokolt 3. Ukrán Front csapataival versenyben, a balkáni területek felé irányuló hadmozdulatok sikeres végrehajtásába fogott.
A támadó hadműveleteik során Malinovszkij és Tolbuhin, a két kiemelkedő frontparancsnok, sajátos vetélkedést folytatott. A széles arcvonalon, akár több főirányt kijelölő, a meglepetést és az álcázás tudományát mint taktikai elemeket sűrűn alkalmazó Malinovszkij viszonylag lassabban, de sokkal kiszámíthatóbban haladt előre egységeivel. Tolbuhin, ezzel szemben, többször is hatékonyan alkalmazta a szűkebb sávban, nagyobb erőkkel végrehajtott, mindkét félnek nagy veszteségeket okozó koncentrált támadást, és vívott ki ezért látványosabb sikereket.
1944 késő augusztusa és kora szeptemberében Románia elfoglalásáért indított Jászvásár–Kisinyovi hadműveletekben villámháborús gyorsasággal, sikert-sikerre halmoztak a velük szemben álló, egyébként jól megerősített német és román csapatokkal szemben. A két front csapatai együtt elpusztították az Antonescu diktátort támogató, fél millió főt számláló német és 400 000 fős román katonai haderőt. Ezek a sikerek nagyban hozzájárultak ahhoz, hogy Románia kilépett a tengelyhatalmi szövetségből, és ez teremtette meg a lehetőségét Magyarország hátbatámadásának is. A románok pálfordulása egyébként előnyösebb helyzetet eredményezett számukra a második bécsi döntés hatályon kívül helyezéséhez is, és ennek következtében a Magyar Királysághoz visszatért magyar nemzetrészek újból román fennhatóság alá kerültek.
Malinovszkijt, balkáni érdemei elismeréseként, 1944. szeptember 10-én Moszkvában előléptették marsallá.

## Magyarországi hadműveletek
Folytatva sikeres romániai hadműveleteit, Malinovszkij a Déli-Kárpátok hágóin túljutva magyar földre lépett. Észak-Erdélyben a román csapatokkal kiegészített szovjet túlerő előrenyomult, és 1944 szeptemberében már súlyos harcok dúltak Erdélyben a szemben álló, hazájukat védő magyar és a szövetséges német csapatok ellenállása miatt. Elkeseredett csatákban, Arad és Torda térségében is győztek erői, és a magyar-német csapatok kénytelenek voltak visszavonulni.
Ugyanekkor legenda is született a magyar honvédek és a székelyek helytállásáról. A Csíki-havasokban, a Gyimesi-szorosban, az ott harcoló maroknyi magyar erő tartotta magát és védte az ősi határt. A 32. hegyi határvadász zászlóaljhoz tartozó harccsoport katonái a 24 éves főhadnagy, vitéz Sebő Ödön parancsnoksága alatt emberfelettit teljesítettek. Olyan sikeresen harcoltak, hogy a szovjet parancsnokság nagy erőket sejtett Gyimesbükk környékén, ezért dél felől, kerülővel folytatták támadásukat, Temesvár és környéke felé.
Malinovszkij, Szeged elestét követően, 1944. október 13-án Deszken tárgyalást folytatott Horthy kormányzó követével, Utassy Loránd ezredessel. Szálasi október 15-ei hatalomátvétele azonban reménytelenné tette az esetleges megegyezést a szovjetekkel.
A harcban álló honvédek és a szövetséges német katonák elkeseredett védelmi jellegű harcokat folytattak, de mindezek ellenére a szovjet támadás haladt előre. 1944. október 20-án elesett a német páncélos erőkkel védett Debrecen. Itt vívták a magyarországi harcok legnagyobb páncélos ütközetét, a hortobágyi páncéloscsatát.
Malinovszkij hadseregének ekkor már a hosszú harcok után csapatfeltöltés és pihenő járt volna, azonban Sztálin Budapest ellen vezényelte őket a további gyors sikerek reményében.

### Budapest ostroma és Malinovszkij szerepe
Döntéseit nagyban befolyásolta, hogy Sztálinnak nem volt célszerű ellentmondani. Budapest ostroma kapcsán köztudott, hogy Sztálin siettette a parancsnokait, és elképzelése szerint a szovjet csapatoknak menetből kellett volna elfoglalniuk a magyar fővárost. Malinovszkij nem értett egyet ezzel a döntéssel, mert szerinte pihentetni kellett volna az alárendelt egységeket. Akaratát nem tudta keresztülvinni, ezért Budapest ostromát a politikai nyomásnak engedve kezdte meg. A megerősített Attila-vonalon főleg a német csapatok részéről, összhangban Hitler parancsával, az utolsókig kitartó, mindenre elszánt erőkkel vették fel a harcot a fáradt szovjet csapatok. Malinovszkij a kezdeti harcok utáni jelentéseiben próbált magyarázatot adni arra, hogy miért tart ennyi ideig az ostrom. Az felettesei számára is elfogadható magyarázatnak látszott, hogyha a védők létszámát nagyobb, körülbelül 180–200 ezres nagyságrendben tünteti fel.
Hamar felismerte, hogy el fog húzódni az ostrom, és ezért a kínos magyarázkodás elkerülése érdekében 1945. január 12-én cselhez folyamodott. Amikor a német felmentő erők észak felől elérték Dobogó-kőt és Pilisszentkeresztet, a felmentő alakulatok és a bekerített védők közötti területről tudatosan kivonta hadosztályai egy részét, hogy az így keletkezett résen a bekerített helyőrség könnyedén kimenekülhessen az ostromgyűrűből. Ez előnyös lett volna számára, hiszen Budapest gyors birtokbavétele mellett erői szinte azonnal felszabadultak volna a nyugat felé történő további előrenyomuláshoz. A tervét azonban nem sikerült véghezvinnie, mert a német hadvezetés nem akarta Budapestet átadni, inkább a védőket áldozta fel annak érdekében, hogy időhöz jusson.
A budapesti ostrom elhúzódása azért is kellemetlenül érintette a szovjet hadvezetést, mert a Zsukov vezette 1. Belorusz Front egyes előretörő egységei 1945. február 3-án átkeltek az Oderán, és már 60 km-re megközelítették a német fővárost. Budapest ostroma, ezzel szemben, csak február 13-án ért véget.
További gondot jelentett, hogy a Budapestet védő 41 080 fő német és a harcokban gyakorlatlan, kisegítő karhatalmi erőkkel (KISKA) kiegészített, 51 100 főt kitevő magyar katonák ellen emberfeletti harcok árán lehetett csak eredményeket felmutatni, és a németek közül nem sikerült tömegesen hadifoglyokat ejteni.
Malinovszkij január 18-án, amikor Pest elfoglalásának végéhez közeledtek az alárendeltségében harcoló egységek, a román csapatokat a pesti támadó hadműveletek utolsó szakaszában kivonta a frontról. Valószínűleg azért, mert nem akarta a sikert megosztani a románokkal és tarthatott az esetleges román atrocitásoktól és az sem jött jól, hogy a gyengébb harcértékű magyar egységek lényegesen nagyobb ellenállást mutattak a románokkal szemben. A román hadvezetés hangot adott nemtetszésének, de azért végrehajtotta a marsall parancsát.
A szovjet katonai vezetés döntése értelmében Budapestet ostrommal vették be. Ez 51 napos helységharcot jelentett. A budapesti csata 1944. október 29-étől 1945. február 13-áig, 108 napig tartott. A védők ellenállása február 11-én lényegében értelmetlenné vált, így megmaradt egységeik 12-én kapituláltak, azonban az ellenálló támpontok felszámolása, főként a vár és a Duna között, csak 13-án fejeződött be. Az ostromgyűrűből kitört és egységeiktől elszakadt katonák utáni hajtóvadászat elhúzódott február 16-áig.

#### Malinovszkij és a „málenkij robot”

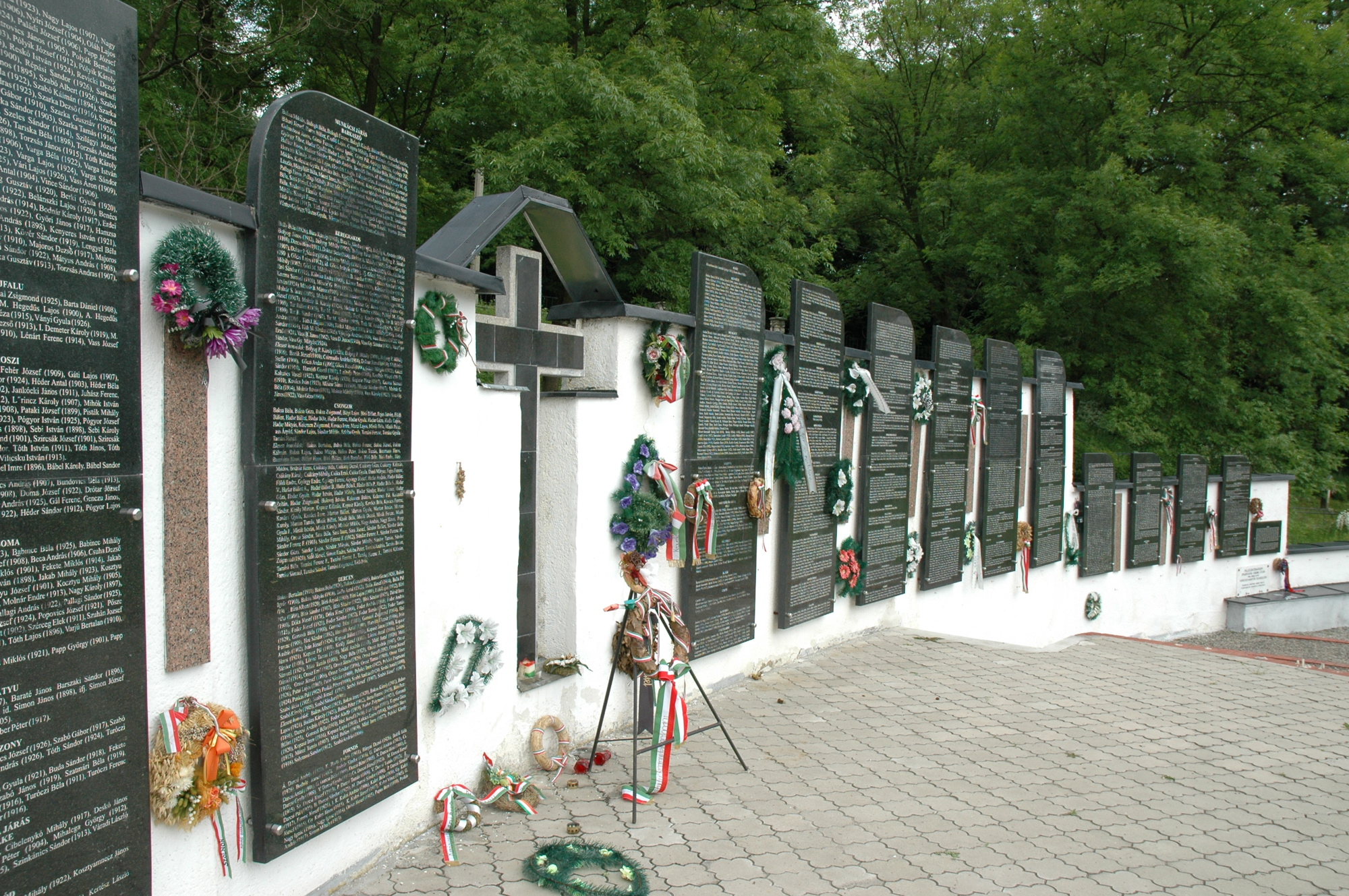
A málenkij robot áldozatainak emlékműve Szolyván

A Szovjetunió Honvédelmi Minisztériumának levéltárában fellelhető, hogy a budapesti csatában a Malinovszkij marsall által vezetett 2. Ukrán Front fogságába került ellenséges erők létszáma 138 000 fő volt. A védők közül – a harcok hevességét és valós számát tekintve, valamint a németek magas halálozási arányát is ismerve – nem több mint 40 000 harcoló katona eshetett ténylegesen szovjet fogságba. A fennmaradó körülbelül 100 000 főt a Budapestről és az azt körülvevő agglomerációból „málenkij robotra” elhurcolt polgári személyek alkották.
Malinovszkij alárendeltjei a „hadifoglyokat” úgy adták át az NKVD Hadifogoly- és Internáltügyi Főcsoportfőnökségének, hogy a marsallnak mint parancsnoknak tisztában kellett lennie azzal, hogy a hiányzó fogolymennyiséget a polgári lakosság köréből pótolták, ezért felelős ártatlan emberek elhurcolásáért. Közismert volt akkor az a szovjet magatartás, hogy katonáik begyűjtötték azokat a civileket is, akik valamilyen egyenruhát viseltek és hadifogolyként bántak velük.

## A mandzsúriai fronton
Budapest ostroma után még bevette Pozsonyt és Bécset is, majd Németországban érte a németek végleges kapitulációja. A háború számára azonban nem ért véget, 1945 májusában a szovjet távol-keletre vezényelték, ahol a szovjet erők a japánok elleni támadásra készültek fel. A csapatösszevonások jelentős mennyiségű embert és fegyverzetet érintettek. Mintegy másfél millió katonát, és jelentős haditechnikai arzenált halmoztak fel a csapatösszevonások részeként. Malinovszkij a Mongóliában állomásozó Bajkálontúli Front parancsnoka lett. A hadműveletre összesen három front csapatai készültek Vaszilevszkij marsall főparancsnoksága alatt. A Tengermelléki határterületen diszlokált az 1. Távol-Keleti Front parancsnoka Mereckov marsall és a hadrend közepén a 2. Távol-Keleti Front Purkajev tábornok parancsnoksága alatt.

### A hadművelet

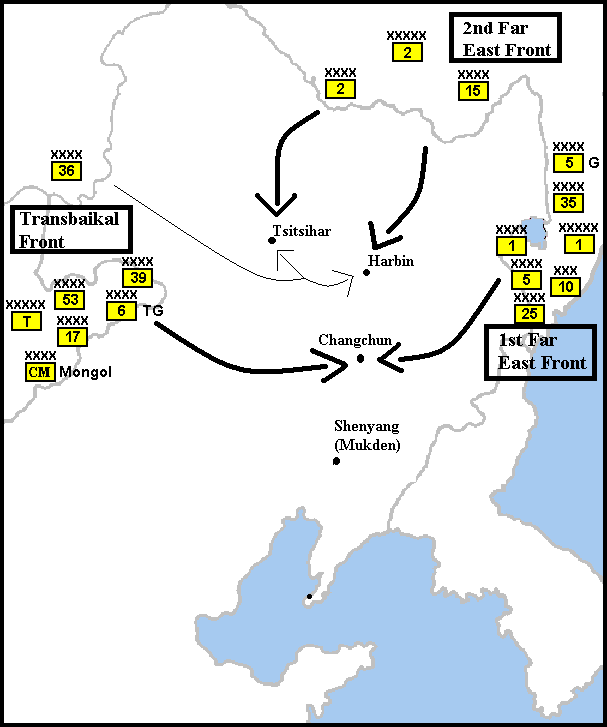
A „harapófogó hadművelet” terve

A Japán Birodalom és a Szovjetunió 1945-ig nem akart, vagy nem tudott harci cselekményeket kezdeményezni egymás ellen, még hadban sem álltak egymással. A japánok belátták, hogy egy szovjet invázió számukra végzetes lenne, ezért 1945 elején Tokió megpróbálta rávenni Moszkvát, hogy semleges félként közvetítsen közte és az amerikai szövetséges haderők között. Sztálin nem vette figyelembe ezeket a megkereséseket, hiszen nem akart kimaradni az ázsiai területek felosztásából. A kiélezett politikai helyzetben egyértelművé vált, hogy a felsorakozott szovjet haderő támadni fog, csak a szovjetek részesedését a háborús nyereségből ekkor még nem tisztázták. A politikai játszmát az amerikaiak nyerték meg azzal, hogy augusztus 6-án Hirosimánál bevetették az atombombát.
A szovjetek két nap múlva üzentek hadat Japánnak és megindították a második világháború utolsó nagy, szovjet szárazföldi offenzíváját. Meglepő sebességgel elfoglalták Mandzsúriát a szemben álló, egymillió főt számláló japán Kvantung-hadsereg ellenében. Malinovszkij Bajkálontúli Frontja váratlanul áttört a mások szerint katonai értelemben áthatolhatatlan hegyeken, majd csapataival augusztus 21-én egyesült Mereckov marsall egységeivel és közösen bevették Csangcsunt és Senjangot, majd a Koreai-félsziget irányában törtek előre. Gyakorlatilag tíz nap alatt felszámolták a japánok ellenállását, így bebizonyosodott, hogy a villámháború-specialistaként ismert Malinovszkij jó választás volt a csapatok vezetésére. A már Kelet-Európában bevált, gépesített villámháborús taktikával harapófogóba fogták a japán erőket, és világra szóló diadalt szereztek a Vörös Hadseregnek. Eközben a szovjet flotta birtokba vette a mai napig vitatott, Oroszország fennhatósága alá tartozó Kuril-szigeteket és elfoglalta a stratégiai jelentőségű Port Arthurt. A továbbiakban már nem volt értelme a japán ellenállásnak.
Ezek a győzelmek olyan lökést adtak az szovjet-orosz nacionalisták önbizalmának, hogy meg sem lehetett őket állítani abban, hogy a világ vezető katonai hatalmává váljon a Szovjetunió. Az itt elért sikerek teljesen megszüntették az 1904–1905-ben elvesztett orosz–japán háború miatt kialakult sokkot, mely többek között a Romanov-dinasztia vesztét is okozta.
Malinovszkij mint a szovjet Távol-Kelet győztes parancsnoka, megkapta a Szovjetunió Hőse címet.

## Háború utáni pályája

### Távol-Keleten

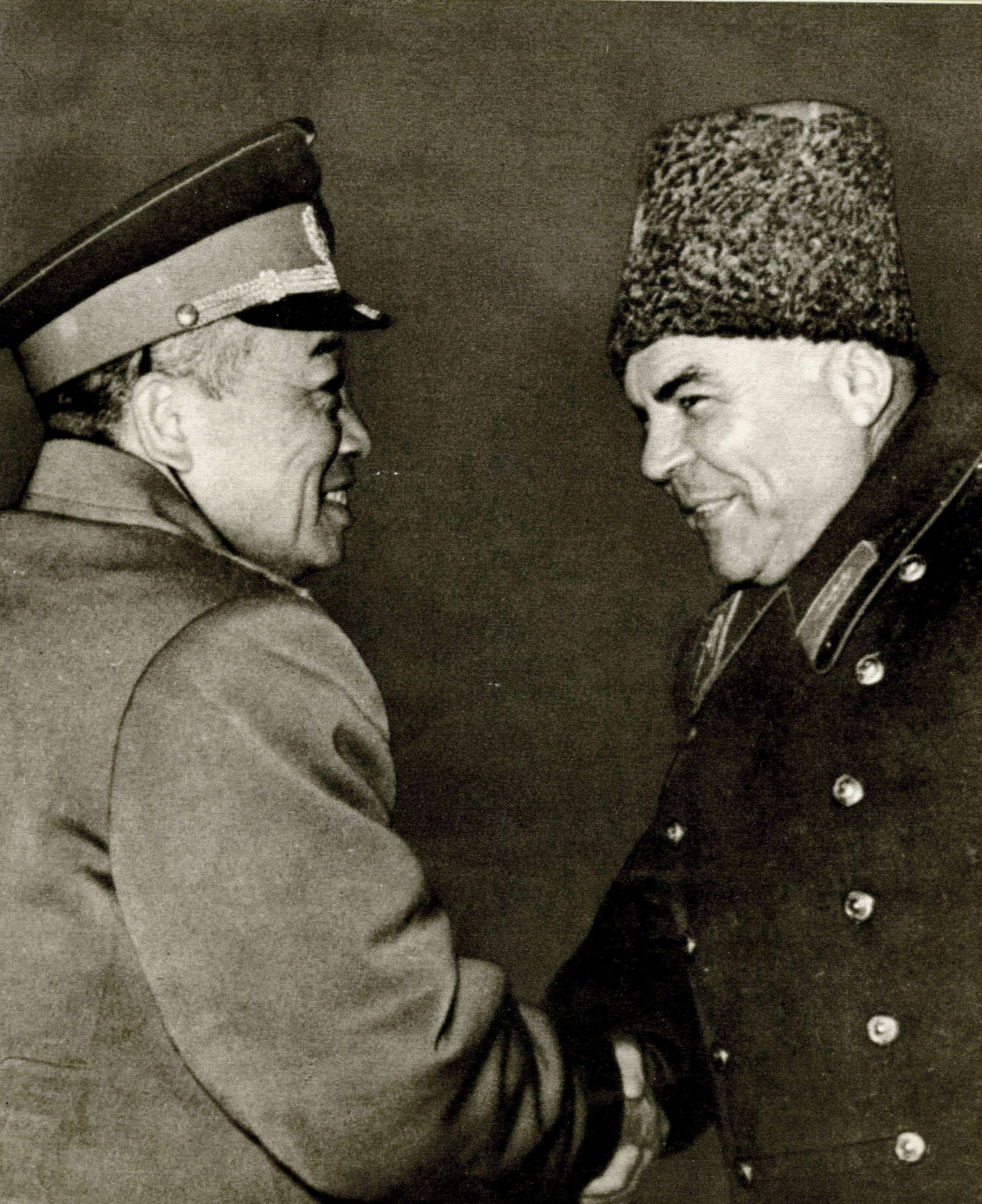
Politikai szerepkörben: kézfogás a kínai védelmi miniszterrel, Peng Tö-huaj (Peng Dehuai) marsallal

A háború utáni időszakban Malinovszkij kezében volt a szovjet stratégiai döntések kulcsa a távol-keleti térségben. Kezdetben, 1945–1947 között, a Bajkálontúli Katonai Körzet parancsnoka volt. Később, a hidegháború kezdetén kinevezték a Távol-keleti Erők legfelsőbb parancsnokának, amely három katonai körzetet foglalt magában. 1947–1953 között az ő vezetésével képezték ki és szerelték fel a Koreai Népi Demokratikus Köztársaság fegyveres erejét, valamint a Kínai Népi Felszabadító Hadsereget a (Koreai háború) 1950–1953 megvívására.
Annak kifejezésére, hogy ő a szovjet állami pártvezetés elitjébe tartozott, 1946-ban Sztálin a Szovjetunió Legfelsőbb Tanácsa tagjává tette, és szavazati jog nélkül ugyan, de a Szovjetunió Kommunista Pártja Központi Bizottságának is tagja lett 1952-ben. A koreai háború befejeződésével feloszlatásra került a Távol-keleti Erők Parancsnoksága, ő azonban továbbra is a térségben maradt mint a Távol-keleti Katonai Körzet parancsnoka.

### Hruscsov alatt
Sztálin halála után, 1953-ban pártfogója, Nyikita Szergejevics Hruscsov lett a legfőbb szovjet vezető. Megkezdődött a Szovjetunió 1953-tól 1985-ig tartó desztalinizációs folyamata, ezzel beköszöntött Malinovszkij hatalmának a megszilárdulása. Vezérkari főnöke lett a szárazföldi haderőnek, és a honvédelmi miniszter első helyetteseként, 1957-ben elnyerte a teljes jogú tagságot a Központi Bizottságban. Hruscsov aggályosnak találta Zsukov hatalmának növekedését, ezért leváltotta, és az ő helyére került Malinovszkij miniszternek 1957 októberétől, egészen 1967-ben bekövetkezett haláláig.
Személyes jó barátjának tudhatta Hruscsovot és ez is elősegítette, hogy katonai ügyekben megőrizhette függetlenségét. Hruscsov és a szovjet katonai vezetők többsége meg volt győződve arról, hogy nukleáris fegyverzet alkalmazása nélkül nem lehet egy esetleges jövőbeni háborút megnyerni. A nukleáris robbanóeszközök célba juttatása érdekében ezért kiemelt hangsúlyt kapott mind a hadászati, mind a harcászati rakétacsapatok fejlesztése. Ebben az időszakban átfegyverezték a légierőt, a honi légvédelmet és a haditengerészetet. A front, a távolsági és a rakétahordozó légierőt elfogó-vadász, vadászbombázó, szuperszonikus repülőgépekkel látták el és ezeket korszerű vezető-navigációs eszközökkel szerelték fel.
Malinovszkij támogatta ezeket a fejlesztéseket, de azon az állásponton volt, hogy nem elégséges a nukleáris fegyverzet az ellenséges területek birtokbavételéhez, ezért a harckocsicsapatok tömeges alkalmazását és jól felszerelt gépesített lövész alakulatok kiképzését is szem előtt tartotta.

Szavait idézve:
Semmi kétségünk sincs aziránt, hogy a harckocsicsapatok előtt nagy jövő áll, és fontos szerepük lesz a győzelem kivívásában...
Honvédelmi miniszterként az ő nevéhez fűzhető a gépkocsizó lövész-, a harckocsicsapatok és a légideszant-hadosztályok mai napig is elismert egységesítése és csapatvezetésének kialakítása.

### Utolsó évei
A hatvanas években közel került a világ egy új keletű katasztrófához, melyet, Malinovszkij által is használt fogalom alapján, a termonukleáris háború kirobbanásának veszélyeként neveztek.
A kialakult, feszültséggel terhelt politikai helyzetben, a kubai rakétaválság egy nukleáris háború lehetőségét hordozta és hozzájárult Hruscsov 1964-es megbuktatásához is. Malinovszkij a válság eredményeképpen azt követelte, hogy legyen nagyobb beleszólása a katonáknak a szovjet stratégiai célkitűzések kialakításába. Az új pártvezetés támogatta őt, azonban súlyos, öt hónapig tartó betegsége miatt már nem tudott beleszólni a történelem további menetébe. 1967-ben meghalt. Malinovszkij marsallt állami tiszteletadás mellett temették el, és hamvait a Kreml falában helyezték el.

## Emlékezete

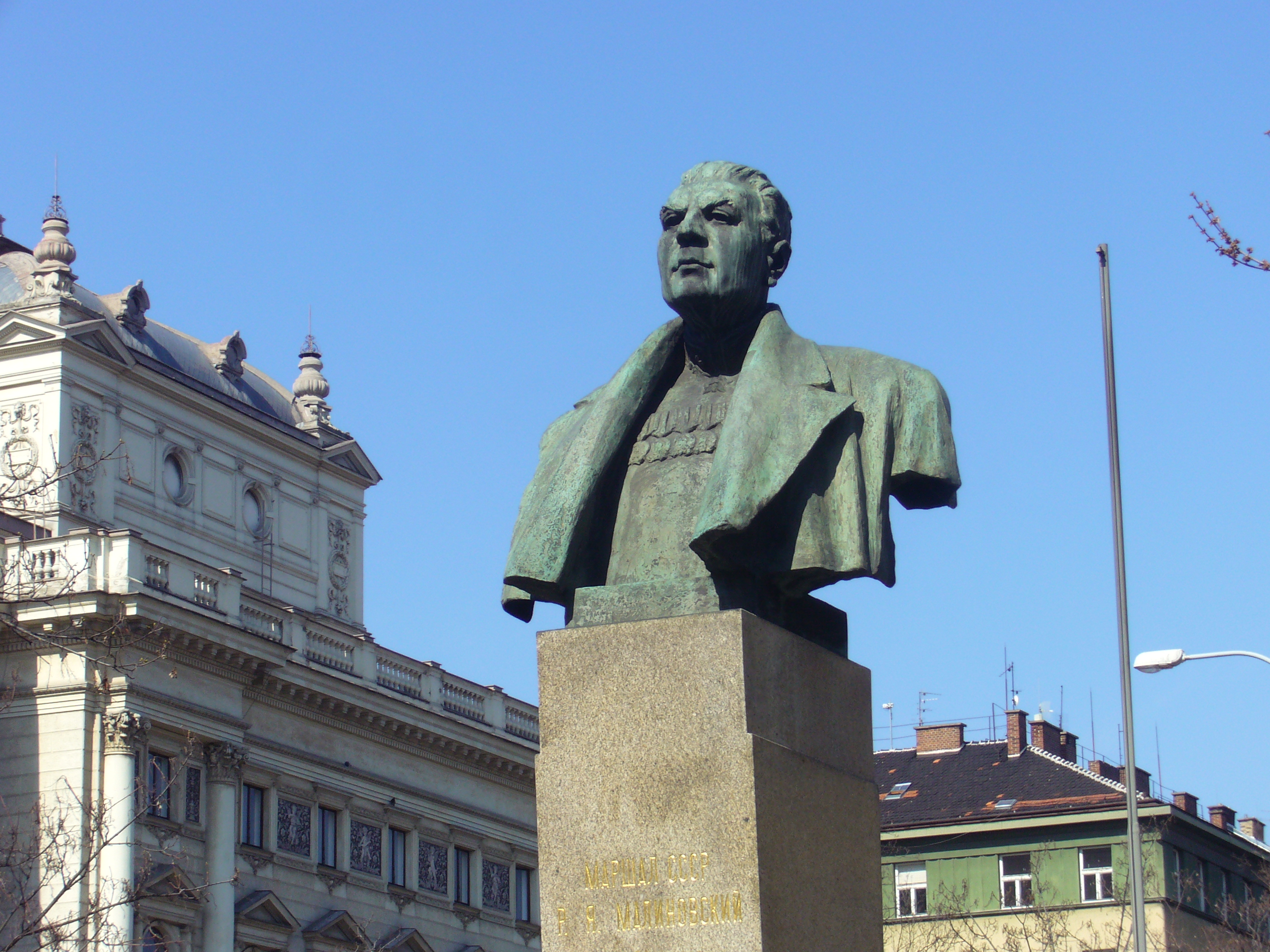
Brnóban található mellszobra

Kiemelkedő katonai vezető volt és jelentős mértékben hozzájárult a Vörös Hadsereg második világháborús győzelméhez. Ő volt a szovjet villámháborús specialisták egyike. Katonai felsővezetőként, a harckocsi- és rakétacsapatok fejlesztésének támogatójaként sokat tett ezeknek a fegyvernemeknek a fejlődéséért. A hadsereg jelentős fejlesztéseket köszönhetett a politikai vezetőkkel kialakított személyes jó kapcsolatrendszerének és érdekérvényesítő képességének. Honvédelmi miniszteri hivatali idejében a Szovjetunió katonai téren világhatalommá vált.
Második világháborús tevékenységének megítéléséhez hozzá tartozik, hogy Sztálin bírálata szerint sok időt fecsérelt Budapest ostromára és így jelentős nyugat-európai területek nem kerültek a szovjet megszállási övezethez. Az akkori szerepével kapcsolatos negatívumként merül fel, hogy a Magyarországról az ún. málenkij robotra elhurcoltak szenvedéseiben neki is része volt.
Miniszteri hivatali ideje alatt történtek a korra jellemző, tisztázatlan és visszatetsző események is. 1962 júniusában történt az a sokáig szigorúan eltitkolt incidens, amikor a Vörös Hadsereg katonái a saját népükre támadtak. A novocserkasszki tömeggyilkosság ügyében a mai napig nem tisztázott a szerepe és felelőssége. Ekkor a nehéz munkakörülmények és emelkedő árak miatt kitört munkásmegmozdulásokat katonai erővel fékezték meg. A beavatkozásnak 17 halálos áldozata és 87 sebesültje, más források szerint 26 halottja és 90 sebesültje volt.

### A nem hétköznapi tábornok
A mindig csendes és udvarias Malinovszkij egy joviális úriember benyomását keltette. Nem volt szokványos orosz tábornoki karakter, hiszen egyedüli volt a szovjet marsallok között azáltal, hogy három idegen nyelven (francia, német, spanyol) is jól tudott kommunikálni. Egyik kedvenc foglalatossága volt az olvasás, és szerette eredeti nyelvén olvasni a francia filozófusokat, valamint Cervantes és Heine műveit.
Lányára és három fiára büszke édesapa volt. Robert (oroszul: Роберт Родионович) a műszaki tudományok doktora, Eduard (oroszul: Эдуард Родионович) zenetanár, German (oroszul: Герман Родионович) ezredesi rendfokozatban szolgált az orosz hadseregben, lánya Natalja (oroszul: Наталья Родионовнa) a filológiai tudományok kandidátusa lett.
Személyiségének jobb megértéséhez adalékul szolgálhat, hogy kiváló sakkozó volt. Képes volt a harcok szünetében is leülni a sakktáblához és játszani.
Érdekelte, hogy az első világháborúban, hogyan tudta a K. u. k. számos orosz rádióüzenet rejtjelkulcsát megfejteni. Ezért a híres osztrák–magyar kriptográfust, Pokorny Hermann vezérezredest Hevesre, a parancsnokságára invitálta és 1945 januárjában személyes eszmecserét folytatott vele.

### Hagyatéka
A Szovjetunió szétesését követően, Oroszországban, továbbra is a Nagy Honvédő Háború kiemelkedő katonájaként tartják számon.
A második világháború után, emléke előtt tisztelegve, a szocialista országokban több helyen felállították a szobrát, melyek jelentős része már nem található meg, de a róla elnevezett utcák, többek között Odesszában, Moszkvában, Kijevben, Harkovban és Szevasztopolban ma is viselik a nevét. 1949-ben Makón a város környéki harcokat irányító marsallról nevezték el a korábbi Vásárhelyi utcát Kiss Imre polgármester utasítására. Az utcát később átnevezték, 1966-ban Széchenyi István lett a névadója. Eredeti nevét a rendszerváltás után, 1990-ben kapta vissza. Budapesten az Olasz fasort a háború után tiszteletére Malinovszkij fasorra nevezték át, ez 1962-ben Szilágyi Erzsébet fasorra változott.
További magyar vonatkozású esemény, hogy Nyíregyházán, az evangélikus általános iskola és az evangélikus templom közötti téren felállított Malinovszkij marsall lovas szobrát az 1956-os forradalom során, október 26-án ledöntötték. A szobor helyén korábban, 1919 és 1944 között, Kovács István nemzetőr főhadnagy szobra állt.
A páncélos fegyvernem fejlesztésében végzett tevékenységének elismeréseként, a nevét viselte az 1967-től 1998-ig működő moszkvai Malinovszkij Páncélos Akadémia.
Élete során számos elismerést kapott és több település díszpolgára lett. Magyarországon már bírálat is érte Szarvas városát azért, mert Malinovszkij marsall 1947 óta díszpolgára, és így többek között Kossuth Lajossal (1890) és Melis György (1986) operaénekessel együtt, máig viseli ezt a címet.

### Fordítás
- Ez a szócikk részben vagy egészben  a   Rodion Malinovsky című angol Wikipédia-szócikk ezen változatának fordításán alapul.  Az eredeti cikk szerkesztőit annak laptörténete sorolja fel. Ez a jelzés csupán a megfogalmazás eredetét és a szerzői jogokat jelzi, nem szolgál a cikkben szereplő információk forrásmegjelöléseként.

### Magyar nyelven
- Loránd Imre: Budapest 1944. március 19 (Sztójay) – 1944. október 15. (Szálasi) – 1945. január 18. (Malinovszky), International kiadás, Miskolc, 1945, (Antifasiszta könyvsorozatunk)
- V. Sz. Golubovics: Malinovszkij marsall, fordította: Horváth Zoltán, Zrínyi, Budapest, 1985
- Ki kicsoda? MALINOVSZKIJ, Rogyion Jakovlevics (1898-1967). SZTE Egyetemi Könyvtár Hadtörténeti Gyűjtemény. (Hozzáférés: 2010. február 14.)
- Illésfalvi Péter -Szabó Péter-Számvéber Norbert: Erdély a hadak útján. (Hozzáférés: 2010. február 14.)
- Viktor Szuvorov: Az M-nap Ki kezdte a második világháborút?. [2009. december 28-i dátummal az eredetiből archiválva]. (Hozzáférés: 2010. február 14.)
- Budapest ostroma 1944-45 Archiválva 2018. február 15-i dátummal a Wayback Machine-ben

### Orosz nyelven
- Родион Яковлевич Малиновский - биография. taina.aib.ru. [2010. január 14-i dátummal az eredetiből archiválva]. (Hozzáférés: 2010. február 17.)
- Волошин В. Дыхание ветра красного. Малиновский Родион Яковлевич. Historic.ru. (Hozzáférés: 2010. február 17.)

### Angol nyelven
- Marshal Rodion Malinovsky. Russiapedia: Those Russians. [2010. március 24-i dátummal az eredetiből archiválva]. (Hozzáférés: 2010. május 24.)
- Battle of Budapest, - a symbol of Eastern Europe’s liberation from Nazism. The Voice of Russia, 2010. február 13. [2012. január 29-i dátummal az eredetiből archiválva]. (Hozzáférés: 2010. február 14.)

### Ajánlott irodalom
- Mihályi Balázs: Budapest ostromának legendái, 1944–1945, Kárpátia Stúdió, Köröstárkány–Balatonfőkajár, 2022, ISBN 9789637010026
- Kenéz, Péter. A Szovjetunió története a kezdetektől az összeomlásig. Akkord Kiadó (2008). ISBN 9789632520186
- Beevor, Antony. Sztálingrád - A keleti front fordulópontja 1942-1943, (ford.) Kőrös László, Aquila könyvek (2000). ISBN 963679104X
- Gosztonyi, Péter. A Magyar Honvédség a második világháborúban.. Európa Könyvkiadó (1992). ISBN 9630753863
- Számvéber Norbert. Az alföldi páncéloscsata – Harcok a Tiszántúlon, 1944. október. Puedlo Kiadó (2007). ISBN 978-963-9673-885
- Ungváry, Krisztián. Budapest ostroma, 6. átdolgozott kiadás, Corvina kiadó Kft. (2005). ISBN 9789631358254